# Formatvorlage
Eine Formatvorlage in der Informationstechnik hat die Aufgabe, die Eingabe von digitalen Daten zu vereinfachen und soll zu einer einheitlichen, übersichtlichen und strukturierten Darstellung der Daten führen.
Bei Textverarbeitungs- oder DTP-Programmen ist eine Formatvorlage (auch Stilvorlage genannt) eine Kombination beliebiger Formatmerkmale, die mit einem gemeinsamen Namen belegt, gespeichert und bei Bedarf in einem Schritt einem Textteil zugewiesen werden können. In älteren Programmen wird auch von Druckformatvorlagen gesprochen. 
Textverarbeitungs- und DTP-Programme könnten theoretisch so programmiert sein, dass der Anwender in der Lage wäre, zu allen erdenklichen Formatmerkmalen Vorlagen anzulegen. In der Praxis ist das aber nicht der Fall: Üblich sind Zeichenformatvorlagen und Absatzformatvorlagen. Daneben wären zum Beispiel noch Abschnitts-, Tabellen- oder Listenformatvorlagen denkbar. 
Abgelegt werden Formatvorlagen normalerweise in einer so genannten Dokumentvorlage, also einer Musterdatei, die der jeweiligen Arbeitsdatei zugewiesen wird.